# سوملس‌دیک
سوملس‌دیک (به هلندی: Sommelsdijk) یک منطقهٔ مسکونی در هلند است که در خوری-افرفلاکی واقع شده‌است. سوملس‌دیک ۷٬۴۷۰ نفر جمعیت دارد.